# Maite was hier
Maite was hier is een Nederlandse korte film uit 2009, geregisseerd door Boudewijn Koole. De film maakt deel uit van de serie One Night Stand en werd genomineerd voor een Gouden Kalf in de categorie Beste Televisiedrama.

## Plot
Maite is een meisje van veertien bij wie leukemie is geconstateerd. 's Nachts dwaalt ze door het ziekenhuis en overdag worstelt ze met thema's als liefde en ontluikende seksualiteit zoals die een rol spelen in het leven van de gemiddelde tiener. Ondertussen moet ze een beslissing nemen over een nieuwe behandeling van de ziekte.

## Rolverdeling
| Acteur               | Personage        |
| -------------------- | ---------------- |
| Abbey Hoes           | Maite            |
| Daan van Dijsseldonk | John             |
| Sigrid ten Napel     | Pien             |
| Anneke Blok          | moeder van Maite |
| Gijs de Lange        | arts Van Bierum  |